# Vida Urgente
Vida Urgente é um programa de conscientização em valorização à vida, com foco no trânsito, desenvolvido pela Fundação Thiago de Moraes Gonzaga.

## Histórico
A Fundação Thiago de Moraes Gonzaga foi criada em 13 de maio (data do aniversário do Thiago) de 1996 pelo casal Régis e Diza Gonzaga, pais de Thiago. Ele perdeu a vida aos 18 anos, quando o carro em que estava, de carona, chocou-se contra um contêiner de lixo colocado irregularmente na rua, na madrugada de 20 de maio de 1995, em Porto Alegre, RS. Hoje, a Fundação Thiago Gonzaga é a principal organização da sociedade civil voltada para segurança no trânsito e preservação da vida.
A manifestação de Diza, mãe de Thiago e presidente da Fundação, resume o objetivo da entidade: “O que aconteceu comigo e com o Régis, enquanto pais, não é nenhuma novidade. Isso está acontecendo diariamente, e temos lido e ouvido muitos relatos sobre estas perdas. Mas apesar de sentir que esta dor não diminuirá nunca, e que só vamos aprender a conviver com ela, acho que a morte do meu lindo Thiago não pode ser apenas mais uma. Isso é vaidade? Não sei. O que sei é que preciso fazer algo, deixar algo para que essa perda produza ganhos, pois admitir que apenas acabou, não consigo. O programa Vida Urgente não salvará o mundo, sabemos, mas se apenas um jovem com acesso a campanha deixar de se sentir babaca por agir com bom senso na direção de um carro ou mudar seu comportamento a partir da reflexão que propomos, já teremos alcançado nosso objetivo”.

## Programa Vida Urgente

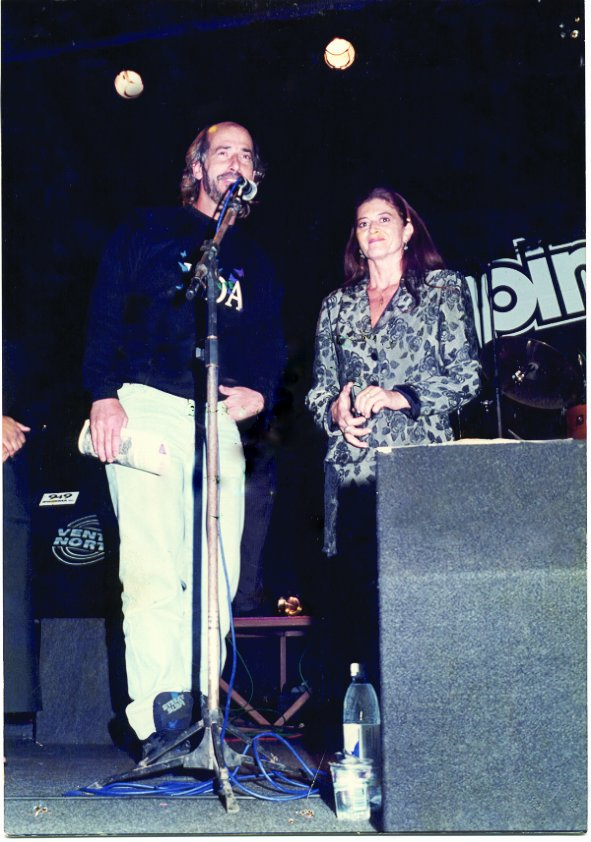
Regis e Diza Gonzaga no lançamento do programa Vida Urgente no bar Opinião

O Programa Vida Urgente foi lançado no dia 20 de Maio de 1996, exatamente um ano após o acidente que levou para longe de nós Thiago de Moraes Gonzaga e seu amigo Rodrigo.
O lançamento ocorreu no bar Opinião, último lugar onde Thiago esteve, e contou com a presença de mais de 2 mil pessoas, em sua grande maioria jovens. Na ocasião foram apresentadas as primeiras peças publicitárias, que até hoje são utilizadas pela Fundação.
O Brasil está entre os quatro países que mais matam no trânsito do mundo. Por isso, a Fundação Thiago Gonzaga investe, através do Vida Urgente, na educação para a formação de novas gerações como agentes transformadores da sociedade na construção de um trânsito mais humano e menos violento.
Para a Fundação, o trânsito transcende as áreas de fiscalização e melhorias do sistema viário, que competem às Secretarias de Trânsito e Polícias; o trânsito é uma questão de mudança de cultura, educação e saúde pública.

### O nome
“Vida Urgente!” era a frase que Diza repetia sem parar naquela madrugada, enquanto se dirigia ao local do acidente. Essa expressão serviu, mais tarde, para dar nome ao programa desenvolvido pela Fundação Thiago Gonzaga que, através de ações práticas, vem produzindo uma mudança de comportamento, cultura e humanização do trânsito.

### A borboleta
A primeira logomarca do programa foi desenhada por Diza Gonzaga, a palavra "vida" escrita com letras de forma e o carimbo de "urgente" compunham a primeira versão. Faltava um símbolo, aí nasceu a borboleta por inspiração do filho, a quem ela costumava chamar de pesquisador-borboleta toda vez que ele trocava de interesse, como costumam fazer os adolescentes: ora queria estudar inglês, ora queria tocar guitarra ou jogar basquete, enfim.

### Voluntariado
A Fundação Thiago Gonzaga possui uma atuação diversificada voltada à promoção do voluntariado. O objetivo é despertar a consciência e o engajamento de milhares de jovens e adultos que hoje cerram fileiras como voluntários da causa Vida Urgente - já são mais de 20 mil voluntários cadastrados pelo mundo. Com as atividades do Vida Urgente, os voluntários aprendem sobre a responsabilidade social individual, cidadania e protagonismo, além da história, os projetos e o conceito de trânsito da Fundação Thiago Gonzaga. Eles multiplicam a mensagem do Vida Urgente entre amigos, familiares, colegas de trabalho, bem como nas ações e nos projetos da Fundação Thiago Gonzaga.

## Atuação nacional e internacional
Reconhecida nacional e internacionalmente como uma organização capaz de influenciar nos processos de mobilização para a preservação da vida, a Fundação Thiago Gonzaga possui uma atuação diversificada voltada à promoção do voluntariado; ao desenvolvimento de campanhas educativas e de conscientização da sociedade; ao apoio e assistência terapêutica às famílias que tiveram perdas no trânsito; e à participação e influência em políticas públicas e na criação e aprimoramento da legislação de trânsito e mobilidade.  
A Fundação Thiago Gonzaga é membro fundador da Federación Iberoamericana de Asociaciones de Victimas contra La Violencia Vial, constituída por 13 países da América Latina, Caribe, Espanha e Portugal. É associada à Global Alliance of NGOs Road Safety e a convite da Organização Mundial da Saúde (OMS), compõe a força tarefa de constituição da ONG Mundial de Jovens Youth for Road Safety (YOURS). Na YOURS, a experiência do Vida Urgente é referência para o desenvolvimento de iniciativas pró-juventude e segurança no trânsito. No Brasil, é uma das organizações fundadoras da Aliança Brasileira de Organizações da Sociedade Civil pela Vida no Trânsito (ABROT).
Em novembro de 2009, a convite da OMS, a Fundação Thiago Gonzaga participou da I Conferência Global de Segurança no Trânsito, em Moscou, promovida pela Organização das Nações Unidas (ONU), onde ficou definida a Década de Ação pela Segurança no Trânsito 20112020. Em 2015, participou da II Conferência Global de Segurança no Trânsito, realizada em Brasília-DF, onde representou as ONGS na abertura do evento. Em reconhecimento ao seu trabalho inovador em prol da segurança do trânsito, recebeu o prêmio Prince Michael International Road Safety Awards e  recebeu do ICADTS - The International Council on Alcohol, Drugs and Traffic Safe (Conselho Internacional sobre Álcool, Drogas e Segurança no Trânsito), o Haddon Award. Entre os prêmios nacionais, destacam-se o Volvo de Segurança no Trânsito - com o qual foi agraciada em cinco edições; Prêmio DENATRAN em Educação, Prêmio Direitos Humanos do Rio Grande do Sul, Prêmio Líderes e Vencedores e a Medalha Dom Hélder Câmara, do Ministério da Saúde.

## Vida Urgente No Palco
Através da arte, a Fundação Thiago Gonzaga leva a mensagem do Vida Urgente a escolas, empresas, universidades, etc. O Vida Urgente No Palco possui quatro espetáculos teatrais, dirigidos a públicos de faixas etárias diferentes, e um filme de animação.  

### Exército de Sonhos
Primeiro espetáculo da Fundação Thiago Gonzaga, teve sua estreia em setembro de 1998 e, desde então, já foi assistido por mais de 2 milhões de espectadores. De forma itinerante, o espetáculo faz apresentações em teatros, universidades, escolas e empresas. Direcionado a jovens e adultos, “Exército de Sonhos” foi inspirado em fatos reais (na vida do jovem Thiago) e tem como principal objetivo provocar a reflexão, estimulando a mudança de cultura e o comportamento seguro no trânsito.

### Últimos Dias de Super Herói
Espetáculo para jovens adolescentes de 12 a 16 anos, é apresentado de forma itinerante em teatros, escolas e empresas. A peça tem como objetivo desmistificar a “Cultura do Herói”, tão presente na vida dos adolescentes como a sensação de “imortalidade” e “comigo não vai acontecer”. “Últimos Dias de Super-Herói” leva os adolescentes a refletirem sobre seu papel enquanto pedestres, skatistas, passageiros, ciclistas, usuários do transporte coletivo e futuros motoristas.

### Jogo da Vida
O espetáculo é direcionado a crianças de 7 a 12 anos, apresentado de forma itinerante em escolas, teatros e empresas. Os espectadores são estimulados a participar de situações vivenciadas no trânsito e reproduzidas no espetáculo de acordo com a realidade desta faixa etária (pedestres, passageiros, ciclistas, skatistas, etc.). De forma interativa, os atores constroem a história junto com as crianças.

### Conta Comigo
Projeto direcionado a crianças de 3 a 7 anos, o "Conta Comigo" é realizado de forma itinerante em escolas e instituições que atendam essa faixa etária. Com a técnica de contação de histórias, o espetáculo ilustra situações do cotidiano das crianças nas ruas, nos veículos e em locais seguros para  brincar. No Brasil, os acidentes de trânsito são a principal causa de morte acidental (externa) de 1 a 14 anos. Para enfrentar essa realidade, o "Conta Comigo" incentiva o desenvolvimento de hábitos de preservação da vida no trânsito entre os pequenos.

### A Flor e a Borboleta
Uma nova tecnologia de educação que fortalece a formação de atitudes seguras no trânsito desde o início do processo de aprendizagem e de socialização das crianças. O curta metragem é direcionado para crianças de 4 a 7 anos e apresentado de forma itinerante em escolas, hospitais, empresas e instituições que abrigam crianças nessa faixa etária. O filme é um importante instrumento de aprendizado e vivências de trânsito e mobilidade, pois através das personagens mostra maneiras de interagir com a realidade das cidades. 

## Vida Urgente Cidadã
A violência no trânsito é uma realidade que enluta milhares de famílias e deixa sequelas ”invisíveis” que precisam ser reconhecidas, contabilizadas e tratadas, pois interferem na vida cotidiana de pais, familiares e amigos das vítimas da violência. Para atender essa demanda da sociedade, a Fundação Thiago Gonzaga desenvolve o Vida Urgente Cidadã, um programa de promoção social e atendimento às famílias impactadas pela perda, promovendo o resgate da cidadania e da autoestima dos envolvidos. O programa contempla: Grupos de Apoio Terapêutico, Coral Vida Urgente, Borboletas pela Vida e Memorial às Vitimas de Trânsito na “Praça da Juventude Thiago Gonzaga”.   
A experiência inédita do Vida Urgente Cidadã inspirou a publicação “Faces Behind The Figures – Voices of road traffic crash victims and their families (Rostos – Vozes das vítimas de acidentes de trânsito e suas famílias) da Organização Mundial da Saúde (OMS).  Em 2012, a realidade vivenciada nos Grupos de Apoio, foi considerada referência para o entendimento do processo de luto de pais e, por este motivo, foi retratada na publicação “Perda Sem Nome”, chancelada pela OMS, através da Organização Pan-Americana da Saúde (OPAS).

### Grupo de Apoio Vida Urgente
Acontece de forma permanente ao longo do ano, em reuniões semanais entre pais e mães que perderam filhos, com acompanhamento de profissionais da área de saúde (psicólogos e/ou psiquiatras voluntários). Os encontros são gratuitos e abertos – podendo receber novos participantes a qualquer momento. Com o grupo, a Fundação Thiago Gonzaga promove o retorno desses pais e mães para a sociedade através do compartilhamento de vivências, como marca de uma realidade, e, principalmente, como alerta à necessidade do cuidado para além das leis e regras de trânsito.

### Coral Vida Urgente
"De coisa ruim o mundo já está cheio, eu vou contar alguma coisa que me faz feliz..."
O trecho da música Baião da Vida, composta pela regente Morena Bauler e o músico Gabriel Gorski especialmente para o Coral Vida Urgente, demonstra o sentimento que o Coral busca despertar nas pessoas, levando um pouco de "coisas boas" para aqueles que assistem as apresentações.
Formado por pais e mães que perderam filhos, o Coral Vida Urgente é uma alternativa terapêutica no enfrentamento do luto, além de ser um instrumento de resgate da cidadania e autoestima. O grupo de coralistas recebe também voluntários Vida Urgente. Os ensaios acontecem semanalmente na sede da Fundação Thiago Gonzaga, com a regência e preparação vocal de dois profissionais da área. Atualmente, estão à frente do Coral Morena Bauler e Phillip Jagran. O Coral Vida Urgente realiza apresentações em congressos, seminários, empresas, eventos, etc.

### Borboletas pela Vida
As borboletas brancas sinalizadas no asfalto têm o propósito de alertar a população sobre a gravidade e abrangência dos acidentes de trânsito, demonstrando que nas ruas e avenidas por onde passamos diariamente, vidas são perdidas. Este projeto é uma parceria com a EPTC, em Porto Alegre.
As borboletas são, ao mesmo tempo, uma homenagem aos que perderam a vida e um alerta àqueles que passam por esses locais.

### Praça da Juventude Thiago Gonzaga

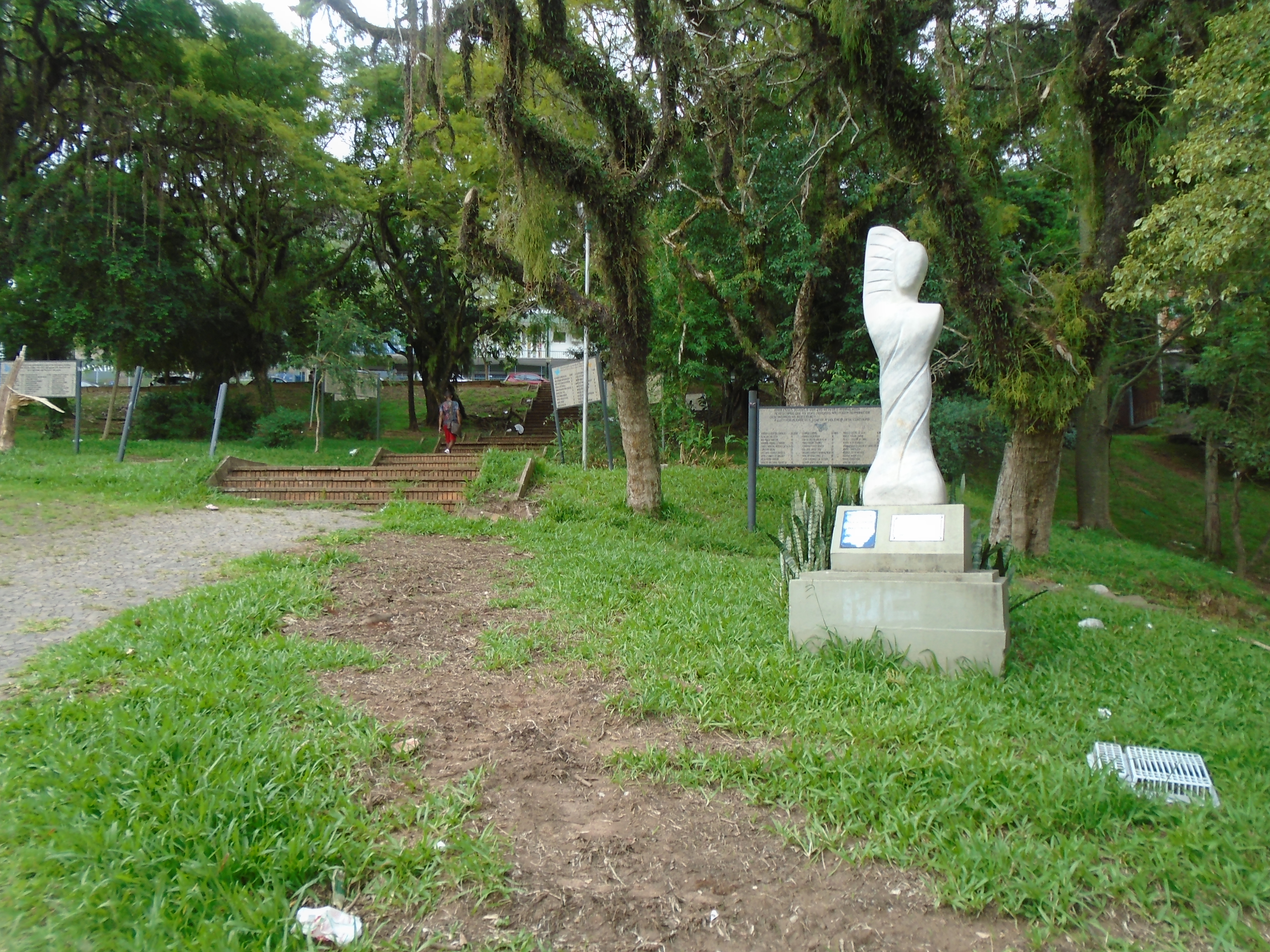
Praça da Juventude Thiago Gonzaga (Porto Alegre, Brasil)

Em 2000, a Câmara Municipal de Porto Alegre aprovou, por unanimidade, a denominação de uma praça na cidade de Porto Alegre com o nome de Praça da Juventude Thiago Gonzaga, localizada na Avenida Porto Alegre, bairro Medianeira.
A praça foi presenteada com a escultura do artista plástico Hidalgo Adams. Ao pé da escultura está a seguinte frase: "Que a alegria da Juventude de nossos filhos, com seus sonhos interrompidos, seja um marco na luta contra a violência e a morte de jovens no trânsito".
No dia 19 de maio de 2001, foi afixado o primeiro memorial com o nome de jovens que perderam a vida na "guerra do trânsito", que diz: "Para esses jovens, a vida era infinita e maravilhosa… Acreditamos que as vidas perdidas não podem permanecer descansando na indiferença. A luta por mudanças e contra a violência deve continuar" (FTMG). O objetivo era transformar a praça em um lugar de reflexão sobre a "guerra do trânsito" que abrevia milhares de vidas todos os anos em nosso país.

## Livro
O livro “Thiago Gonzaga – Histórias de Uma Vida Urgente” foi lançado no dia 20 de Maio de 1996, juntamente com o programa VIDA URGENTE. Ele recorda a vida de um menino doce, bem humorado e irresistivelmente amoroso. É assim que Régis e Diza, os pais de Thiago, o definem.
De autoria de Diza Gonzaga em depoimento a Dedé Ferlauto, ele é um importante instrumento de divulgação da Fundação Thiago de Moraes Gonzaga, traz depoimentos de amigos de Thiago, do pai e algumas passagens de sua curta mais intensa vida.
Através da venda do livro muitos projetos puderam ser realizados, ele está na 15º edição e em 2006, quando completou 10 anos, ele recebeu uma nova versão, mais moderna, com novas fotos e um novo capítulo.
O livro está à venda na sede da Fundação, a um preço de R$15,00 (quinze reais). A renda da venda do livro é revertida para o Programa Vida Urgente.

## Prêmios
1996
- Destaque Nacional do X Prêmio Volvo de Segurança no Trânsito

1997
- Troféu Humanização no Trânsito, do Conselho Estadual de Trânsito

1998
- Destaque Zona Sul

2000
- 7° Prêmio MAPFRE / Instituto Nacional de Segurança no Trânsito, recebido através do Núcleo São Paulo
- XI Prêmio Volvo de Segurança no Trânsito, na categoria Geral
- Prêmio Líderes e Vencedores, na categoria Destaque Comunitário, concedido pela Federasul e Assembleia Legislativa do RS

2002
- Prêmio Direitos Humanos do RS, concedido pela Comissão de Direitos Humanos da Assembleia Legislativa do RS, Fundação Maurício Sirotsky Sobrinho e UNESCO, na categoria Formação dos Direitos Humanos

2003
- Troféu Hot Girls, concedido pela Federação Brasileira de Surf

2004
- Medalha Cidade de Porto Alegre
- XV Prêmio Volvo de Segurança no Trânsito, na categoria Geral
- IV Prêmio DENATRAN de Educação para o Trânsito, na categoria Campanha Educativa

2005
- Medalha de Serviços Relevantes à Ordem Pública, concedida pela Brigada Militar do Estado do Rio Grande do Sul
- Láurea do Policiamento Rodoviário da Brigada Militar do Estado do Rio Grade do Sul

2006
- Destaque Verão 2006, concedido pela Rede Pampa e Corsan
- Medalha Dom Hélder Câmara aos que promovem a PAZ, concedida pelo Conasems
- Top Of Business Região Sul
- Mérito pela Valorização da Vida 2006, concedido pelo SENAD

2007
- Prêmio Farroupilha de Atitude Social – Destaque Comunitário – Votação popular
- Comenda Defensores da Saúde - SIMERS

2008
- XVII Prêmio Volvo de Segurança no Trânsito – Região Sul, através da parceria com SETCERGS (Sindicato das Empresas de Transporte e Logística do RS)
- Prêmio Momento Regional – Destaque Promoção da Vida – Concedido pelo Jornal Momento Regional
- Prêmio Betinho - Atitude Cidadã - Destaque Região Sul - conferido pelo COEP – Rede Nacional de Mobilização Social

2009
- Mulheres que Fazem a Diferença – Concedido pela Secretaria de Direitos Humanos e Segurança Urbana – PMPA
- Troféu Guri - 12ª edição do prêmio da Rádio Gaúcha (Grupo RBS)
- Prince Michael Road Safety Awards - Prince Michael Road Safety Awards - Londres/Inglaterra

2010
- Comenda de Ordem do Mérito Motociclístico – Concedida pela Associação dos Motociclistas do RS
- XVIII Prêmio Volvo de Segurança no Trânsito – Categoria Geral Nacional, com o Programa Vida Urgente Espírito Santo, desenvolvido em parceria com o Governo do Estado, através do DETRAN-ES
- XV Prêmio Cláudia - Categoria Trabalho Social – Concedido pela Revista Cláudia / Editora Abril

2011
- Medalha do Mérito Farroupilha – Assembleia Legislativa do Estado do Rio Grande do Sul

2012
- Ideias que voam – TEDx Canoas
- Contribuição à melhoria da qualidade de vida da comunidade riograndense – Homenagem PGQP
- Deputado por um dia – Homenagem da Assembleia Legislativa do Estado do Rio Grande do Sul

2013/2014
- Menção honrosa serviços prestados como Conselheira da Gestão – Secretaria Executiva do Conselho de Desenvolvimento Econômico e Social

2014
- Cidadã de Porto Alegre – Prefeitura de Porto Alegre

2016
- Prêmio Donna Mulheres que Inspiram: Diza Gonzaga – Revista Donna

2017
- Diploma Bertha Lutz – Homenagem Senado Federal

2019
- Medalha Tiradentes – Polícia Civil RS
- Comenda do CRBM – Comando Rodoviário da Brigada Militar